# Josep Berga i Boix

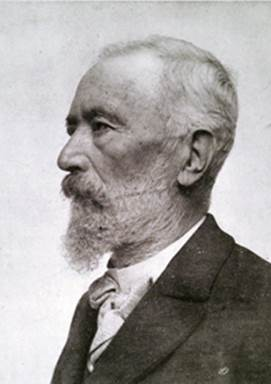
Josep Berga i Boix

Josep Berga i Boix (* 25. Oktober 1837 in La Pinya, Garrotxa, Katalonien; † 8. Oktober 1914 in Olot) war ein katalanischer Landschaftsmaler des Realismus, Kunstpädagoge und Schriftsteller. Er gilt neben Joaquim Vayreda als Mitbegründer der Landschaftsmalereischule von Olot. Sein Sohn war der Maler Josep Berga i Boada.
1869 verweigerte man zunächst Berga wegen seiner karlistischen Einstellungen die Leitung der neu gegründeten L’Escola Menor de Belles Arts d’Olot. Er leitete in dieser Zeit zunächst eine private Kunstakademie für Malerei, die mit Malern der Schule von Olot aufgebaut wurde. 1877 bestellte man ihn aufgrund seiner herausragenden pädagogischen Fähigkeiten zum Leiter der öffentlichen Kunstschule.
Seine Ästhetik entfernte sich von derjenigen Joaquim Vayredas. Dies lag an Bergas Vorliebe für Motive aus dem Gebirge (besonders dem Puigsacalm über Olot), deren gleißendes Licht er nahezu impressionistisch vereinfachend – entgegen den mystischen Konzepten Vayredas – darstellte. Seine eher kleinformatigen Werke bieten eine ehrliche, manchmal naive Sicht auf die Landschaft um Olot.

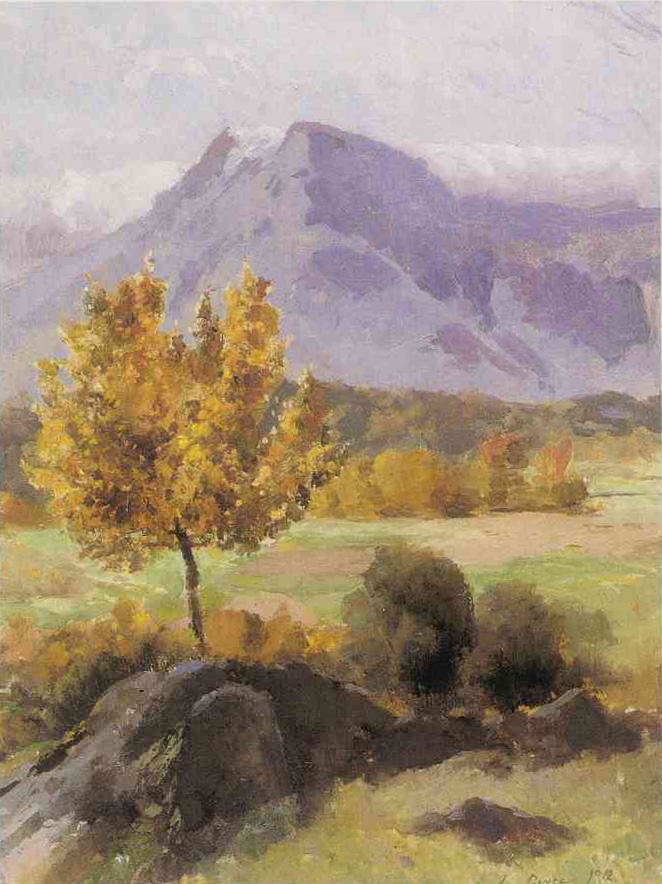
Josep Berga i Boix: Puigsacalm und die westliche Gebirgskette von Olot (1912)

Als Schriftsteller verfasste er Heimatromane wie L’estudiant de la Garrotxa (1895, Der Student aus der Garrotxa), Clareta, mar de brutícia (1906, Clareta und der große Schmutz) sowie Märchen und Kurzerzählungen. Er veröffentlichte Artikel in Kulturzeitschriften wie La Renaixença und Il·lustració Catalana.
Viele seiner Werke sind im Garrotxa-Museum in Olot zu sehen.